# Perenye
Perenye es un pueblo ubicado en el distrito de Szombathely, condado de Vas, Hungría.

## Superficie
Posee una superficie de 16,22 kilómetros cuadrados.

## Demografía
Hasta 2022 la población era de 653 habitantes, con una densidad de población de 40,26 habitantes por kilómetro cuadrado.